# في. ديفيد
في. ديفيد هو نقابي وسياسي ماليزي، ولد في 26 أغسطس 1932، وتوفي في 10 يوليو 2005. نشط حزبياً في حزب العمل الديمقراطي (ماليزيا). وقد انتخب عضو ديوان الرعية ‏.